# Danh sách Bá tước thời Minh
Thời Minh khác họ phong làm Công, Hầu, Bá (公, 侯, 伯), lấy phong công thần cùng ngoại thích, đều có lưu truyền nhiều thế hệ.

## Minh Thái Tổ thủy phong
| Đại Minh Trung Cần bá (大明忠勤伯; 1370 - 1380) | Đại Minh Trung Cần bá (大明忠勤伯; 1370 - 1380) | Đại Minh Trung Cần bá (大明忠勤伯; 1370 - 1380) | Đại Minh Trung Cần bá (大明忠勤伯; 1370 - 1380) | Đại Minh Trung Cần bá (大明忠勤伯; 1370 - 1380) | Đại Minh Trung Cần bá (大明忠勤伯; 1370 - 1380)                   | Đại Minh Trung Cần bá (大明忠勤伯; 1370 - 1380) |
| ----------------------------------------------- | ----------------------------------------------- | ----------------------------------------------- | ----------------------------------------------- | ----------------------------------------------- | ----------------------------------------------------------------- | ----------------------------------------------- |
| Truyền vị                                       | Thụy hiệu                                       | Họ tên                                          | Số năm                                          | Thời gian tại vị (Công lịch)                    | Thời gian tại vị (Nông lịch)                                      | Ghi chú                                         |
| 1                                               | Trung Cần bá (忠勤伯)                           | Uông Quảng Dương (汪广洋)                       | 10 năm                                          | 29 tháng 11, 1370 - Đầu năm 1380                | Hồng Vũ năm thứ ba, tháng 11 - Hồng Vũ năm thứ mười hai, tháng 12 |                                                 |

| Đại Minh Khai Quốc Dực Vận Thủ Chính Văn Thần Thành Ý bá (大明开国翊运守正文臣诚意伯; 1370 - 1646) | Đại Minh Khai Quốc Dực Vận Thủ Chính Văn Thần Thành Ý bá (大明开国翊运守正文臣诚意伯; 1370 - 1646) | Đại Minh Khai Quốc Dực Vận Thủ Chính Văn Thần Thành Ý bá (大明开国翊运守正文臣诚意伯; 1370 - 1646) | Đại Minh Khai Quốc Dực Vận Thủ Chính Văn Thần Thành Ý bá (大明开国翊运守正文臣诚意伯; 1370 - 1646) | Đại Minh Khai Quốc Dực Vận Thủ Chính Văn Thần Thành Ý bá (大明开国翊运守正文臣诚意伯; 1370 - 1646) | Đại Minh Khai Quốc Dực Vận Thủ Chính Văn Thần Thành Ý bá (大明开国翊运守正文臣诚意伯; 1370 - 1646) | Đại Minh Khai Quốc Dực Vận Thủ Chính Văn Thần Thành Ý bá (大明开国翊运守正文臣诚意伯; 1370 - 1646) |
| -------------------------------------------------------------------------------------------------- | -------------------------------------------------------------------------------------------------- | -------------------------------------------------------------------------------------------------- | -------------------------------------------------------------------------------------------------- | -------------------------------------------------------------------------------------------------- | -------------------------------------------------------------------------------------------------- | -------------------------------------------------------------------------------------------------- |
| Truyền vị                                                                                          | Thụy hiệu                                                                                          | Họ tên                                                                                             | Số năm                                                                                             | Thời gian tại vị (Công lịch)                                                                       | Thời gian tại vị (Nông lịch)                                                                       | Ghi chú                                                                                            |
| 1                                                                                                  | Thành Ý Văn Thành bá (诚意文成伯)                                                                  | Lưu Cơ (刘基)                                                                                      | 6 năm                                                                                              | 29 tháng 11, 1370 - 28 tháng 5, 1375                                                               | Hồng Vũ năm thứ ba, tháng 11 - Hồng Vũ năm thứ tám, tháng 4                                        | |
| 2                                                                                                  | Thành Ý bá (诚意伯)                                                                                | Lưu Trĩ (刘廌)                                                                                     | 2 năm                                                                                              | 18 tháng 4, 1391 - 1392                                                                            | Hồng Vũ năm thứ hai mươi bốn, tháng 3 - Hồng Vũ năm thứ hai mươi lăm                               | Cháu của Lưu Cơ                                                                                    |
| 3                                                                                                  | Thành Ý bá (诚意伯)                                                                                | Lưu Du (刘瑜)                                                                                      | 10 năm                                                                                             | 9 tháng 7, 1532 - 1541                                                                             | Gia Tĩnh năm thứ mười một, tháng 6 - Gia Tĩnh năm thứ hai mươi, tháng 7                            | Cháu sáu đời của Lưu Trĩ                                                                           |
| 4                                                                                                  | Thành Ý bá (诚意伯)                                                                                | Lưu Thế Diên (刘世延)                                                                              | | 11 tháng 3, 1549 -                                                                                 | Gia Tĩnh năm thứ hai mươi tám, tháng 2                                                             | Cháu của Lưu Du                                                                                    |
| Phục phong                                                                                         | Thành Ý bá (诚意伯)                                                                                | Lưu Thế Diên (刘世延)                                                                              | 39 năm                                                                                             | 1568 - 1606                                                                                        | Long Khánh năm thứ hai - Vạn Lịch năm thứ ba mươi bốn                                              | Cháu của Lưu Du                                                                                    |
| 5                                                                                                  | Thành Ý bá (诚意伯)                                                                                | Lưu Tẫn Thần (刘荩臣)                                                                              | | 11 tháng 7 năm 1608 -                                                                              | Vạn Lịch năm thứ ba mươi sáu, tháng 5 -                                                            | Con trai Lưu Thế Diên                                                                              |
| 6                                                                                                  | Thành Ý bá (诚意伯)                                                                                | Lưu Khổng Chiêu (刘孔昭)                                                                           | 23 năm                                                                                             | 18 tháng 8 năm 1623 - 1646                                                                         | Thiên Khải năm thứ hai, tháng 7 - Hoằng Quang năm đầu, tháng 12                                    | Con trai của Lưu Tẫn Thần                                                                          |
| | | | | | Tấn phong Thành Ý hầu (诚意侯)                                                                     | |

| Đại Minh Đông Hoàn bá (大明东莞伯; 1387 - 1393) | Đại Minh Đông Hoàn bá (大明东莞伯; 1387 - 1393) | Đại Minh Đông Hoàn bá (大明东莞伯; 1387 - 1393) | Đại Minh Đông Hoàn bá (大明东莞伯; 1387 - 1393) | Đại Minh Đông Hoàn bá (大明东莞伯; 1387 - 1393) | Đại Minh Đông Hoàn bá (大明东莞伯; 1387 - 1393)                               | Đại Minh Đông Hoàn bá (大明东莞伯; 1387 - 1393) |
| ----------------------------------------------- | ----------------------------------------------- | ----------------------------------------------- | ----------------------------------------------- | ----------------------------------------------- | ----------------------------------------------------------------------------- | ----------------------------------------------- |
| Truyền vị                                       | Thụy hiệu                                       | Họ tên                                          | Số năm                                          | Thời gian tại vị (Công lịch)                    | Thời gian tại vị (Nông lịch)                                                  | Ghi chú                                         |
| 1                                               | Đông Hoàn bá (东莞伯)                           | Hà Chân (何真)                                  | 2 năm                                           | 1387 - 11 tháng 4, 1388                         | Hồng Vũ năm thứ hai mươi, tháng 7 - Hồng Vũ năm thứ hai mươi mốt, tháng 3     |                                                 |
| 2                                               | Đông Hoàn bá (东莞伯)                           | Hà Vinh (何荣)                                  | 6 năm                                           | 11 tháng 4, 1388 - 22 tháng 3, 1393             | Hồng Vũ năm thứ hai mươi mốt, tháng 4 - Hồng Vũ năm thứ hai mươi sáu, tháng 2 | Con trai của Hà Chân                            |

| Đại Minh Huy Tiên bá (大明徽先伯; 1390 - 1393) | Đại Minh Huy Tiên bá (大明徽先伯; 1390 - 1393) | Đại Minh Huy Tiên bá (大明徽先伯; 1390 - 1393) | Đại Minh Huy Tiên bá (大明徽先伯; 1390 - 1393) | Đại Minh Huy Tiên bá (大明徽先伯; 1390 - 1393) | Đại Minh Huy Tiên bá (大明徽先伯; 1390 - 1393)                               | Đại Minh Huy Tiên bá (大明徽先伯; 1390 - 1393) |
| ---------------------------------------------- | ---------------------------------------------- | ---------------------------------------------- | ---------------------------------------------- | ---------------------------------------------- | ---------------------------------------------------------------------------- | ---------------------------------------------- |
| Truyền vị                                      | Thụy hiệu                                      | Họ tên                                         | Số năm                                         | Thời gian tại vị (Công lịch)                   | Thời gian tại vị (Nông lịch)                                                 | Ghi chú                                        |
| 1                                              | Huy Tiên bá (徽先伯)                           | Tang Kính (桑敬)                               | 4 năm                                          | 21 tháng 10, 1390 - 22 tháng 3, 1393           | Hồng Vũ năm thứ hai mươi ba, tháng 9 - Hồng Vũ năm thứ hai mươi sáu, tháng 2 | Con trai của Tang Thế Kiệt (桑世杰)            |

## Minh Thành Tổ thủy phong
| Đại Minh An Bình bá (大明安平伯; 1410 - ?) | Đại Minh An Bình bá (大明安平伯; 1410 - ?) | Đại Minh An Bình bá (大明安平伯; 1410 - ?) | Đại Minh An Bình bá (大明安平伯; 1410 - ?) | Đại Minh An Bình bá (大明安平伯; 1410 - ?) | Đại Minh An Bình bá (大明安平伯; 1410 - ?)             | Đại Minh An Bình bá (大明安平伯; 1410 - ?) |
| ------------------------------------------ | ------------------------------------------ | ------------------------------------------ | ------------------------------------------ | ------------------------------------------ | ------------------------------------------------------ | ------------------------------------------ |
| Truyền vị                                  | Thụy hiệu                                  | Họ tên                                     | Số năm                                     | Thời gian tại vị (Công lịch)               | Thời gian tại vị (Nông lịch)                           | Ghi chú                                    |
| 1                                          | An Bình bá (安平伯)                        | Lý An (李安)                               | 20 năm                                     | 5 tháng 1, 1410 - 1428                     | Vĩnh Lạc năm thứ bảy, tháng 12 - Tuyên Đức năm thứ hai | Con trai của Lý Viễn (李远)                |
| Phục phong                                 | An Bình bá (安平伯)                        | Lý An (李安)                               |                                            | 1 tháng 8, 1457 -                          | Thiên Thuận năm đầu, tháng 7 -                         | Con trai của Lý Viễn (李远)                |

| Đại Minh Hưng An bá (大明兴安伯; 1402 - 1644) | Đại Minh Hưng An bá (大明兴安伯; 1402 - 1644) | Đại Minh Hưng An bá (大明兴安伯; 1402 - 1644) | Đại Minh Hưng An bá (大明兴安伯; 1402 - 1644) | Đại Minh Hưng An bá (大明兴安伯; 1402 - 1644) | Đại Minh Hưng An bá (大明兴安伯; 1402 - 1644)                                | Đại Minh Hưng An bá (大明兴安伯; 1402 - 1644) |
| --------------------------------------------- | --------------------------------------------- | --------------------------------------------- | --------------------------------------------- | --------------------------------------------- | ---------------------------------------------------------------------------- | --------------------------------------------- |
| Truyền vị                                     | Thụy hiệu                                     | Họ tên                                        | Số năm                                        | Thời gian tại vị (Công lịch)                  | Thời gian tại vị (Nông lịch)                                                 | Ghi chú                                       |
| 1                                             | Hưng An bá (兴安伯)                           | Từ Tường (徐祥)                               | 3 năm                                         | 30 tháng 9, 1402 - 1404                       | Kiến Văn năm thứ tư, tháng 9 - Vĩnh Lạc năm thứ hai, tháng 5                 |                                               |
| 2                                             | Hưng An Tương Thành hầu (兴安武襄侯)          | Từ Hanh (徐亨)                                | 41 năm                                        | 1404 - 1444                                   | Vĩnh Lạc năm thứ hai - Chính Thống năm thứ chín, tấn phong hầu               | Cháu trai của Từ Tường                        |
| 3                                             | Hưng An bá (兴安伯)                           | Từ Hiền (徐贤)                                | 10 năm                                        | 1460 - 1469                                   | Thiên Thuận năm thứ tư - Thành Hóa năm thứ năm, tháng 11                     | Con trai Từ Hanh                              |
| 4                                             | Hưng An bá (兴安伯)                           | Từ Thịnh (徐盛)                               | 25 năm                                        | 9 tháng 12, 1480 - 1504                       | Thành Hóa năm thứ mười sáu, tháng 11 - Hoằng Trị năm thứ mười bảy, tháng 2   | Con trai Từ Hiền                              |
| 5                                             | Hưng An bá (兴安伯)                           | Từ Lương (徐良)                               | 26 năm                                        | 9 tháng 1, 1509 - 1533                        | Chính Đức năm thứ ba, tháng 12 - Gia Tĩnh măm thứ mười hai                   |                                               |
| 6                                             | Hưng An bá (兴安伯)                           | Từ Huân (徐勋)                                | 2 năm                                         | 10 tháng 9, 1534 - 1535                       | Gia Tĩnh năm thứ mười ba, tháng 8 - Gia Tĩnh năm thứ mười bốn                | Con trai Từ Lương                             |
| 7                                             | Hưng An bá (兴安伯)                           | Từ Mộng Dương (徐梦旸)                        | 63 năm                                        | 18 tháng 6, 1541 - 1604                       | Gia Tĩnh năm thứ hai mươi, tháng 5 - Vạn Lịch năm thứ hai mươi mốt, tháng 12 | Con trai Từ Huân                              |
| 8                                             | Hưng An bá (兴安伯)                           | Từ Kế Vinh (徐继荣)                           | 3 năm                                         | 1604 - 11 tháng 6 năm 1605                    | Vạn Lịch năm thứ hai mươi mốt - Vạn Lịch năm thứ hai mươi ba, tháng 4        | Cháu trai Từ Mộng Dương                       |
| 9                                             | Hưng An bá (兴安伯)                           | Từ Nhữ Hiếu (徐汝孝)                          |                                               | 2 tháng 10 năm 1609 -                         | Vạn Lịch năm thứ hai mươi bảy, tháng 9 -                                     | Con trai Từ Mộng Dương                        |
| 10                                            | Hưng An bá (兴安伯)                           | Từ Kế Bản (徐继本)                            |                                               |                                               |                                                                              | Con trai Từ Nhữ Hiếu                          |
| 11                                            | Hưng An bá (兴安伯)                           | Từ Trị An (徐治安)                            |                                               |                                               |                                                                              | Con trai Từ Kế Bản                            |

| Đại Minh Vũ Khang bá (大明武康伯; 1402 - 1453) | Đại Minh Vũ Khang bá (大明武康伯; 1402 - 1453) | Đại Minh Vũ Khang bá (大明武康伯; 1402 - 1453) | Đại Minh Vũ Khang bá (大明武康伯; 1402 - 1453) | Đại Minh Vũ Khang bá (大明武康伯; 1402 - 1453) | Đại Minh Vũ Khang bá (大明武康伯; 1402 - 1453)                     | Đại Minh Vũ Khang bá (大明武康伯; 1402 - 1453) |
| ---------------------------------------------- | ---------------------------------------------- | ---------------------------------------------- | ---------------------------------------------- | ---------------------------------------------- | ------------------------------------------------------------------ | ---------------------------------------------- |
| Truyền vị                                      | Thụy hiệu                                      | Họ tên                                         | Số năm                                         | Thời gian tại vị (Công lịch)                   | Thời gian tại vị (Nông lịch)                                       | Ghi chú                                        |
| 1                                              | Vũ Khang bá (武康伯)                           | Từ Lý (徐理)                                   | 7 năm                                          | 30 tháng 9, 1402 - 1408                        | Kiến Văn năm thứ tư, tháng 9 - Vĩnh Lạc năm thứ sáu, tháng 2       |                                                |
| 2                                              | Vũ Khang bá (武康伯)                           | Từ Trinh (徐桢)                                | 36 năm                                         | 20 tháng 11, 1409 - 1444                       | Vĩnh Lạc năm thứ bảy, tháng 10 - Chính Thống năm thứ chín, tháng 6 | Con trai Từ Lý                                 |
| 3                                              | Vũ Khang bá (武康伯)                           | Từ Dũng (徐勇)                                 | 1 năm                                          | 11 tháng 3, 1453 - 1453                        | Cảnh Thái năm thứ tư, tháng 2 - Cảnh Thái năm thứ tư               | Con trai Từ Trinh                              |

| Đại Minh Tương Thành bá (大明襄城伯; 1402 - 1644) | Đại Minh Tương Thành bá (大明襄城伯; 1402 - 1644) | Đại Minh Tương Thành bá (大明襄城伯; 1402 - 1644) | Đại Minh Tương Thành bá (大明襄城伯; 1402 - 1644) | Đại Minh Tương Thành bá (大明襄城伯; 1402 - 1644) | Đại Minh Tương Thành bá (大明襄城伯; 1402 - 1644)                    | Đại Minh Tương Thành bá (大明襄城伯; 1402 - 1644) |
| ------------------------------------------------- | ------------------------------------------------- | ------------------------------------------------- | ------------------------------------------------- | ------------------------------------------------- | -------------------------------------------------------------------- | ------------------------------------------------- |
| Truyền vị                                         | Thụy hiệu                                         | Họ tên                                            | Số năm                                            | Thời gian tại vị (Công lịch)                      | Thời gian tại vị (Nông lịch)                                         | Ghi chú                                           |
| 1                                                 | Tương Thành bá (襄城伯)                           | Lý Tuấn (李濬)                                    |                                                   | 30 tháng 9, 1402 -                                | Kiến Văn năm thứ tư, tháng 9 -                                       |                                                   |
|                                                   |                                                   |                                                   |                                                   |                                                   | Tấn phong hầu                                                        |                                                   |
| 2                                                 | Tương Thành bá (襄城伯)                           | Lý Long (李隆)                                    | 42 năm                                            | 24 tháng 10, 1406 - 1447                          | Vĩnh Lạc năm thứ tư, tháng 9 - Chính Thống năm thứ mười hai          | Con trai Lý Tuấn                                  |
| 3                                                 | Tương Thành Điệu Hi hầu (襄城悼僖侯)              | Lý Trân (李珍)                                    | 2 năm                                             | 16 tháng 1, 1449 - 1449                           | Chính Thống năm thứ mười ba, tháng 12 - Chính Thống năm thứ mười bốn | Con trai Lý Long                                  |
| 4                                                 | Nhuế Quốc Trang Vũ công (芮国庄武公)              | Lý Cẩn (李瑾)                                     | 19 năm                                            | 5 tháng 8, 1450 - 19 tháng 8, 1468                | Cảnh Thái năm đầu, tháng 6 - Thành Hóa năm thứ tư, tháng 8           | Em trai Lý Trân                                   |
|                                                   |                                                   |                                                   |                                                   |                                                   | Cảnh Thái năm thứ tư, tháng 8 tấn phong hầu                          |                                                   |
| 5                                                 | Tương Thành bá (襄城伯)                           | Lý Phủ (李黼)                                     | 10 năm                                            | 8 tháng 10, 1489 - 27 tháng 5, 1498               | Hoằng Trị năm thứ hai, tháng 9 - Hoằng Trị năm thứ mười một, tháng 5 | Con trai Lý Cẩn                                   |
| 6                                                 | Tương Thành bá (襄城伯)                           | Lý Đường (李鄌)                                   | 12 năm                                            | 10 tháng 9, 1498 - 1509                           | Hoằng Trị năm thứ mười một, tháng 8 - Chính Đức năm thứ tư, tháng 7  | Cháu trai Lý Long                                 |
| 7                                                 | Tương Thành Cung Mẫn bá (襄城恭敏伯)              | Lý Toàn Lễ (李全礼)                               | 31 năm                                            | 25 tháng 1, 1510 - 1539                           | Chính Đức năm thứ tư, tháng 12 - Gia Tĩnh năm thứ mười tám           | Con trai Lý Đường                                 |
| 8                                                 | Tương Thành bá (襄城伯)                           | Lý Ứng Thần (李应臣)                              | 42 năm                                            | 5 tháng 3, 1541 - 1582                            | Gia Tĩnh năm thứ hai mươi, tháng 2 - Vạn Lịch năm thứ mười           | Con trai Lý Toàn Lễ                               |
| 9                                                 | Tương Thành bá (襄城伯)                           | Lý Thành Công (李成功)                            | 27 năm                                            | 1582 - 26 tháng 1 năm 1609                        |                                                                      |                                                   |
| 10                                                | Tương Thành bá (襄城伯)                           | Lý Thủ Kỳ (李守锜)                                |                                                   | 11 tháng 3 năm 1610 -                             | Vạn Lịch năm thứ hai mươi tám, tháng 2 - Sùng Trinh                  | Con trai Lý Thành Công                            |
| 11                                                | Tương Thành bá (襄城伯)                           | Lý Quốc Trinh (李国桢)                            | 15 năm                                            | 1630 - 1644                                       | Sùng Trinh năm thứ ba - Sùng Trinh năm thứ mười bảy                  | Con trai Lý Thủ Kỳ                                |

| Đại Minh Tân Xương bá (大明新昌伯; 1402 - 1403) | Đại Minh Tân Xương bá (大明新昌伯; 1402 - 1403) | Đại Minh Tân Xương bá (大明新昌伯; 1402 - 1403) | Đại Minh Tân Xương bá (大明新昌伯; 1402 - 1403) | Đại Minh Tân Xương bá (大明新昌伯; 1402 - 1403) | Đại Minh Tân Xương bá (大明新昌伯; 1402 - 1403)          | Đại Minh Tân Xương bá (大明新昌伯; 1402 - 1403) |
| ----------------------------------------------- | ----------------------------------------------- | ----------------------------------------------- | ----------------------------------------------- | ----------------------------------------------- | -------------------------------------------------------- | ----------------------------------------------- |
| Truyền vị                                       | Thụy hiệu                                       | Họ tên                                          | Số năm                                          | Thời gian tại vị (Công lịch)                    | Thời gian tại vị (Nông lịch)                             | Ghi chú                                         |
| 1                                               | Tân Xương bá (新昌伯)                           | Đường Vân (唐云)                                | 2 năm                                           | 30 tháng 9, 1402 - 1403                         | Kiến Văn năm thứ tư, tháng 9 - Vĩnh Lạc năm đầu, tháng 7 |                                                 |

| Đại Minh Tân Ninh bá (大明新宁伯; 1402 - 1644) | Đại Minh Tân Ninh bá (大明新宁伯; 1402 - 1644) | Đại Minh Tân Ninh bá (大明新宁伯; 1402 - 1644) | Đại Minh Tân Ninh bá (大明新宁伯; 1402 - 1644) | Đại Minh Tân Ninh bá (大明新宁伯; 1402 - 1644) | Đại Minh Tân Ninh bá (大明新宁伯; 1402 - 1644)                          | Đại Minh Tân Ninh bá (大明新宁伯; 1402 - 1644) |
| ---------------------------------------------- | ---------------------------------------------- | ---------------------------------------------- | ---------------------------------------------- | ---------------------------------------------- | ----------------------------------------------------------------------- | ---------------------------------------------- |
| Truyền vị                                      | Thụy hiệu                                      | Họ tên                                         | Số năm                                         | Thời gian tại vị (Công lịch)                   | Thời gian tại vị (Nông lịch)                                            | Ghi chú                                        |
| 1                                              | Tân Ninh bá (新宁伯)                           | Đàm Trung (谭忠)                               | 32 năm                                         | 30 tháng 9, 1402 - 1433                        | Kiến Văn năm thứ tư, tháng 9 - Tuyên Đức năm thứ tám, tháng 5           | Con trai Đàm Uyên (谭渊)                       |
| 2                                              | Tân Ninh bá (新宁伯)                           | Đàm Cảnh (谭璟)                                | 15 năm                                         | 24 tháng 3, 1435 - 1449                        | Tuyên Đức năm thứ mười, tháng 2 - Chính Thống năm thứ mười bốn, tháng 6 | Con trai Đàm Trung                             |
| 3                                              | Tân Ninh bá (新宁伯)                           | Đàm Dụ (谭裕)                                  | 4 năm                                          | 26 tháng 10, 1449 - 1452                       | Chính Thống năm thứ mười bốn, tháng 10 - Cảnh Thái năm thứ ba, tháng 3  | Con trai Đàm Cảnh                              |
| 4                                              | Tân Ninh Trang Hi bá (新宁庄僖伯)              | Đàm Hữu (谭佑)                                 | 69 năm                                         | 22 tháng 6, 1457 - 1525                        | Thiên Thuận năm đầu, tháng 6 - Gia Tĩnh năm thứ tư                      | Em trai Đàm Dụ                                 |
| 5                                              | Tân Ninh bá (新宁伯)                           | Đàm Luân (谭纶)                                | 24 năm                                         | 1 tháng 2, 1526 - 1548                         | Gia Tĩnh năm thứ tư, tháng 12 - Gia Tĩnh năm thứ hai mươi bảy           | Con trai Đàm Hữu                               |
| 6                                              | Tân Ninh bá (新宁伯)                           | Đàm Công Thừa (谭功承)                         | 20 năm                                         | 30 tháng 9, 1548 - 20 tháng 3, 1567            | Gia Tĩnh năm thứ hai mươi bảy, tháng 8 - Long Khánh năm đầu, tháng 2    | Con trai Đàm Luân                              |
| 7                                              | Tân Ninh bá (新宁伯)                           | Đàm Quốc Tá (谭国佐)                           | 33 năm                                         | 9 tháng 8, 1567 - 28 tháng 7, 1599             | Long Khánh năm đầu, tháng 7 - Vạn Lịch năm thứ hai mươi bảy, tháng 6    | Con trai Đàm Công Thừa                         |
| 8                                              | Tân Ninh bá (新宁伯)                           | Đàm Mậu Huân (谭懋勋)                          | 25 năm                                         | 27 tháng 9, 1599 - 1623                        | Vạn Lịch năm thứ hai mươi bảy, tháng 8 - Thiên Khải năm thứ ba          | Con trai Đàm Quốc Tá                           |
| 9                                              | Tân Ninh bá (新宁伯)                           | Đàm Hoằng Nghiệp (谭弘业)                      |                                                | ? - 1644                                       | Thiên Khải - Sùng Trinh năm thứ mười bảy                                | Con trai Đàm Mậu Huân                          |

| Đại Minh Ứng Thành bá (大明应城伯; 1402 - 1644) | Đại Minh Ứng Thành bá (大明应城伯; 1402 - 1644) | Đại Minh Ứng Thành bá (大明应城伯; 1402 - 1644) | Đại Minh Ứng Thành bá (大明应城伯; 1402 - 1644) | Đại Minh Ứng Thành bá (大明应城伯; 1402 - 1644) | Đại Minh Ứng Thành bá (大明应城伯; 1402 - 1644)                              | Đại Minh Ứng Thành bá (大明应城伯; 1402 - 1644) |
| ----------------------------------------------- | ----------------------------------------------- | ----------------------------------------------- | ----------------------------------------------- | ----------------------------------------------- | ---------------------------------------------------------------------------- | ----------------------------------------------- |
| Truyền vị                                       | Thụy hiệu                                       | Họ tên                                          | Số năm                                          | Thời gian tại vị (Công lịch)                    | Thời gian tại vị (Nông lịch)                                                 | Ghi chú                                         |
| 1                                               | Ứng Thành Uy Vũ hầu (应城威武侯)                | Tôn Nham (孙岩)                                 | 17 năm                                          | 30 tháng 9, 1402 - 1418                         | Kiến Văn năm thứ tư, tháng 9 - Vĩnh Lạc năm thứ mười sáu, tháng 6            |                                                 |
| 2                                               | Ứng Thành bá (应城伯)                           | Tôn Hanh (孙亨)                                 | 4 năm                                           | 1420 - 1423                                     | Vĩnh Lạc năm thứ mười tám, tháng 1 - Vĩnh Lạc năm thứ hai mươi mốt, tháng 1  | Con trai Tôn Nham                               |
| 3                                               | Ứng Thành bá (应城伯)                           | Tôn Anh (孙英)                                  | 2 năm                                           | 29 tháng 3, 1423 - 1424                         | Vĩnh Lạc năm thứ hai mươi mốt, tháng 2 - Vĩnh Lạc năm thứ hai mươi hai       | Con trai Tôn Hanh                               |
| 4                                               | Ứng Thành bá (应城伯)                           | Tôn Kiệt (孙杰)                                 | 28 năm                                          | 8 tháng 10, 1424 - 1451                         | Vĩnh Lạc năm thứ hai mươi hai, tháng 9 - Cảnh Thái năm thứ hai, tháng 12     | Em trai Tôn Anh                                 |
| 5                                               | Ứng Thành bá (应城伯)                           | Tôn Kế Tiên (孙继先)                            | 52 năm                                          | 1452 - 1503                                     | Cảnh Thái năm thứ ba - Hoằng Trị năm thứ mười sáu, tháng 9                   | Con trai Tôn Kiệt                               |
| 6                                               | Ứng Thành bá (应城伯)                           | Tôn Việt (孙钺)                                 | 37 năm                                          | 7 tháng 11, 1503 - 1539                         | Hoằng Trị năm thứ mười sáu, tháng 10 - Gia Tĩnh năm thứ mười tám             | Con trai Tôn Kế Tiên                            |
| 7                                               | Ứng Thành bá (应城伯)                           | Tôn Vĩnh Tước (孙永爵)                          | 17 năm                                          | 22 tháng 11, 1540 - 14 tháng 4, 1556            | Gia Tĩnh năm thứ mười chín, tháng 10 - Gia Tĩnh năm thứ ba mươi lăm, tháng 3 | Cháu trai Tôn Việt                              |
| 8                                               | Ứng Thành bá (应城伯)                           | Tôn Văn Đống (孙文栋)                           | 34 năm                                          | 17 tháng 10, 1556 - 1589                        | Gia Tĩnh năm thứ ba mươi lăm, tháng 9 - Vạn Lịch năm thứ mười bảy            | Con trai Tôn Vĩnh Tước                          |
| 9                                               | Ứng Thành bá (应城伯)                           | Tôn Doãn Cung (孙允恭)                          | 12 năm                                          | 16 tháng 7, 1589 - 1600                         | Vạn Lịch năm thứ mười bảy, tháng 6 - Vạn Lịch năm thứ hai mươi tám, tháng 6  | Con trai Tôn Văn Đống                           |
| 10                                              | Ứng Thành bá (应城伯)                           | Tôn Đình Huân (孙廷勋)                          | 40 năm                                          | 25 tháng 11 năm 1605 - 1644                     | Vạn Lịch năm thứ ba mươi ba, tháng 10 - Sùng Trinh năm thứ mười bảy          | Con trai Tôn Doãn Cung                          |

| Đại Minh Phú Xương bá (大明富昌伯; 1402 - 1406) | Đại Minh Phú Xương bá (大明富昌伯; 1402 - 1406) | Đại Minh Phú Xương bá (大明富昌伯; 1402 - 1406) | Đại Minh Phú Xương bá (大明富昌伯; 1402 - 1406) | Đại Minh Phú Xương bá (大明富昌伯; 1402 - 1406) | Đại Minh Phú Xương bá (大明富昌伯; 1402 - 1406)              | Đại Minh Phú Xương bá (大明富昌伯; 1402 - 1406) |
| ----------------------------------------------- | ----------------------------------------------- | ----------------------------------------------- | ----------------------------------------------- | ----------------------------------------------- | ------------------------------------------------------------ | ----------------------------------------------- |
| Truyền vị                                       | Thụy hiệu                                       | Họ tên                                          | Số năm                                          | Thời gian tại vị (Công lịch)                    | Thời gian tại vị (Nông lịch)                                 | Ghi chú                                         |
| 1                                               | Phú Xương bá (富昌伯)                           | Phòng Thắng (房胜)                              | 5 năm                                           | 30 tháng 9, 1402 - 1406                         | Kiến Văn năm thứ tư, tháng 9 - Vĩnh Lạc năm thứ tư, tháng 10 |                                                 |

| Đại Minh Hân Thành bá (大明忻城伯; 1402 - 1645) | Đại Minh Hân Thành bá (大明忻城伯; 1402 - 1645) | Đại Minh Hân Thành bá (大明忻城伯; 1402 - 1645) | Đại Minh Hân Thành bá (大明忻城伯; 1402 - 1645) | Đại Minh Hân Thành bá (大明忻城伯; 1402 - 1645) | Đại Minh Hân Thành bá (大明忻城伯; 1402 - 1645)            | Đại Minh Hân Thành bá (大明忻城伯; 1402 - 1645) |
| ----------------------------------------------- | ----------------------------------------------- | ----------------------------------------------- | ----------------------------------------------- | ----------------------------------------------- | ---------------------------------------------------------- | ----------------------------------------------- |
| Truyền vị                                       | Thụy hiệu                                       | Họ tên                                          | Số năm                                          | Thời gian tại vị (Công lịch)                    | Thời gian tại vị (Nông lịch)                               | Ghi chú                                         |
| 1                                               | Hân Thành Vũ Nghị bá (忻城武毅伯)               | Triệu Di (赵彝)                                 | 25 năm                                          | 30 tháng 9, 1402 - 1426                         | Kiến Văn năm thứ tư, tháng 9 - Tuyên Đức năm đầu, tháng 1  |                                                 |
| 2                                               | Hân Thành bá (忻城伯)                           | Triệu Vinh (赵荣)                               | 42 năm                                          | 29 tháng 8, 1426 - 1467                         | Tuyên Đức năm đầu, tháng 7 - Thành Hóa năm thứ ba, tháng 6 | Con trai Triệu Di                               |
| 3                                               | Hân Thành bá (忻城伯)                           | Triệu Phổ (赵溥)                                | 37 năm                                          | 16 tháng 8, 1468 - 1504                         |                                                            |                                                 |
| 4                                               | Hân Thành bá (忻城伯)                           |                                                 |                                                 |                                                 |                                                            |                                                 |
| 5                                               | Hân Thành bá (忻城伯)                           |                                                 |                                                 |                                                 |                                                            |                                                 |